# Ґіл Шерон
Ґіл Шерон (англ. Gil Sharone) — американський музикант, ударник гуртів Marilyn Manson та Stolen Babies, колишній учасник The Dillinger Escape Plan. Має брата-близнюка Рені Шерона, також учасника Stolen Babies.
Ґіл замінив Тревіса Баркера з +44, коли той зламав руку. Ґіл гастролював Європою та Австралією з +44 на початку 2007 року. Ґіл записав барабанні партії до Ire Works, третього студійного альбому The Dillinger Escape Plan, і відіграв усі концерти гурту у 2008 році (на початку 2008 в європейському турі грав одночасно з The Dillinger Escape Plan та гуртом на розігріві, Stolen Babies). Узяв участь у записі платівки V Is for Vagina Puscifer.
У січні 2009 року стало відомо, що Шерон покинув Dillinger Escape Plan, щоб приділити більше уваги Stolen Babies та іншим власним проектам, зокрема DVD Wicked Beats, базованому на барабанних стилях ска, рокстеді й реґі. У 1992 Шерон зіграв підлітка Алекса в епізоді Full House разом зі своїм братом-близнюком, який грав підлітка Нікі. Ґіл записав партії до The Pale Emperor (2015), дев'ятого студійного альбому Marilyn Manson і вирушив у тур на підтримку платівки. 